# 旧克伦茨林
旧克伦茨林（德語：Alt Krenzlin）是德国梅克伦堡-前波美拉尼亚州的市镇，隶属于路德维希斯卢斯特-帕尔希姆县，总面积为37.57平方千米，截至2020年总人口为754人。